# Gare de Jaunay-Clan
Gare de Jaunay-Clan vasútállomás Franciaországban, Jaunay-Clan településen.

## Vasútvonalak
Az állomást az alábbi vasútvonalak érintik:
- Párizs–Bordeaux-vasútvonal

## Kapcsolódó állomások
A vasútállomáshoz az alábbi állomások vannak a legközelebb:
- Gare du Futuroscope (Gare de Bordeaux-Saint-Jean, Párizs–Bordeaux-vasútvonal)
- Gare de Dissay (Paris Gare d’Austerlitz, Párizs–Bordeaux-vasútvonal)